# Eliette Mariangelo
Eliette Mariangelo (San Paolo, 26 agosto 1964) è una modella e showgirl brasiliana.

## Biografia
Eliette Mariangelo ha lavorato alla tv italiana negli anni ottanta, dapprima a Drive In, e successivamente come velina a Striscia la notizia dal 7 novembre al 16 dicembre 1988. In seguito ha partecipato ad altre trasmissioni Fininvest come showgirl.
Ha lavorato molti anni come modella sia per sfilate sia per spot pubblicitari; attualmente lavora sul canale televisivo QVC.

## Televisione
- Drive In (Italia 1, 1983-1987)
- Striscia la notizia (Italia 1, 1988)